# Sayed Jaafar
Sayed Jaafar (Baréin; 4 de marzo de 1991) es un futbolista de Baréin que juega en la posición de centrocampista con el Al-Shabab Manama de la Liga Premier de Baréin.

## Carrera

### Club
| Periodo   | Club             |
| --------- | ---------------- |
| 2010-2014 | Al-Shabab Manama |
| 2014-2018 | Riffa SC         |
| 2018-     | Al-Shabab Manama |

### Selección nacional
Jugó para Baréin en 33 ocasiones de 2012 a 2017 y anotó un gol el 19 de enero de 2015 en la victoria por 2-1 ante Catar en Melbourne por la Copa Asiática 2015.